# Labeur
Labeur est une association belge d'artistes active à Bruxelles de 1898 à 1907.

## Historique
L'association est fondée en mai 1898 par quelques artistes issus du groupe La Patte de Dindon, sous la présidence d'honneur du publiciste Émile Cauderlier. Initialement appelé « Labeur et Espoir », le cercle adopte quelques mois plus tard le nom de « Labeur ».
Le principal objectif du cercle est d'organiser une exposition annuelle où les membres peuvent exposer leurs travaux. Ils disposent, à l'instar d'autres associations d'artistes bruxelloises, de locaux au Musée royal d'Art moderne à Bruxelles. Le style artistique des membres du groupe démontre que Labeur n'avait pas de programme vraiment défini. Outre la peinture, la sculpture et la musique sont également pratiquées dans le cercle. Des concerts et des conférences y sont régulièrement organisés.
Les œuvres réalisées et exposées sont d'abord de facture plutôt traditionnelle, mais elles évoluent ensuite vers un style plus progressiste. Quelques fauves brabançons intègrent ensuite le groupe et, conjointement avec le cercle L’Effort, Labeur sera un des principaux vecteurs de fauvisme brabançon tardif.
Dès le début, Labeur invite aussi d’autres artistes, parmi lesquels Jef Lambeaux (en 1898), puis des membres de l’École de La Haye, Eugeen van Mieghem, Armand Rassenfosse, Valerius De Saedeleer, Jules De Bruycker, Victor Hageman et Walter Vaes.

## Membres

### Membres fondateurs
Les douze membres fondateurs sont, :
- Émile Cauderlier (président d'honneur)
- Auguste Oleffe
- Jules Merckaert
- Jules Potvin
- André Vanderstraeten
- René de Baugnies
- Johann Ernst Bäumer
- Jules Herbays
- Médard Tytgat
- Léon Ledent
- Léon Vandenhouten
- Désy Élias (secrétaire)

### Membres adjoints
- Richard Baseleer
- Alfred Bastien
- Joseph Baudrenghien
- Henri Binard
- Louis-Gustave Cambier
- André Collin
- Albéric Coppieters
- Adhémar Cosyns
- Antoine Daens
- Jules De Bruycker
- Alfred Delaunois
- Léandre Grandmoulin
- Victor Hageman
- Benoni Lagye
- Camille Lambert
- Louis Ludwig
- Jacques Madyol
- Marten Melsen
- Maurice Nykerk
- Orpheus
- Henry Ottmann
- Willem Paerels
- Armand Rassenfosse
- Alexandre Robinson
- Ferdinand Schirren
- Alice Seghers
- Paul Stievenart
- Louis Thevenet
- Henri Thomas
- Emile Thysebaert
- Walter Vaes
- Hubert Van den Bossche
- Eugeen Van Mieghem
- Georges Van Zevenberghen
- Carl-Friedrich Werlemann
- Adolf Wolff

La majorité des membres sont originaires de Bruxelles, le secrétaire est Désy Élias, également conférencier, puis, à partir de 1900 l'écrivain Sander Pierron qui donne de nombreuses conférences au cercle. La figure de proue du groupe est le peintre Auguste Oleffe qui progresse dans son art au fur et à mesure des expositions.

## Réception critique
Lors de l'exposition de 1903, la critique du Journal de Bruxelles estime « cette sixième exposition fort méritante [mais] l'ensemble est calme, sage. ». En 1905, Edmond Picard décrit le salon comme un ensemble « vivant, varié où tout est bon sans qu’il s’y voie rien d’extraordinaire. ».

## Expositions
Labeur organise dix expositions annuelles, de 1898 à 1907 : 1898 (I), 1899 (II), 1900 (III), 1901 (IV), 1902 (V), 1903 (VI), 1904 (VII), 1905 (VIII), 1906 (IX) et 1907 (X).
- Labeur (I) : du 3 septembre au 29 septembre 1898 : Jef Lambeaux y est invité[3].
- Labeur (II) : du 18 mai au 15 juin 1899, où exposent notamment : sculpture (Jef Lambeaux et Jules Herbays), peinture (Johann Ernst Bäumer, Louis-Gustave Cambier, Antoine Daens) et arts décoratifs (Armand Van Waesberghe) [7].
- Labeur (III) : du 11 octobre au 4 novembre 1900 : Auguste Oleffe y est favorablement remarqué[8].
- Labeur (IV) : du 5 octobre au octobre 1901 : Alfred Delaunois, Jules Merckaert, Marten Melsen, Emile Thysebaert y exposent[9].
- Labeur (V) : du 4 octobre au 2 novembre 1902 : René de Baugnies, Albéric Coppieters, Amédée Degreef, Jacques Madyol, Orpheus, Emile Thysebaert y exposent[10].
- Labeur (VI) du 5 octobre au novembre 1903 : une vingtaine de peintres (dont quelques invités) et quatre sculpteurs (Joseph Baudrenghien, Léandre Grandmoulin, Jules Herbays et Ferdinand Schirren exposent[5].
- Labeur (VII) du 1er octobre au 5 novembre 1904. Exposent : les peintres Henri Binard, André Collin et Jules De Bruycker,… [11].
- Labeur (VIII) du 7 octobre au novembre 1905. Exposent : Alfred Delaunois, Auguste Oleffe, Eugeen Van Mieghem, Emile Thysebaert,… [12].
- Labeur (IX) du 6 octobre au 28 octobre 1906. Exposent notamment : Henri Binard, Auguste Oleffe, Marten Melsen, Henry Ottmann, Emile Thysebaert… [13].
- Labeur (X) du 5 octobre au octobre 1907. Sont invités des peintres de l'école hollandaise, tels Isaac Israëls, Albert Roelofs,… [14].